# Патрикеев, Даниил Васильевич Щеня
Князь Дании́л Васи́льевич Патрике́ев  по прозванию Щеня́ (? — после 1515) — русский воевода из рода Патрикеевых, наместник и боярин времён Ивана III и Василия III, родоначальник князей Щенятевых. Предводитель русского войска в многочисленных походах и сражениях, в том числе при разгроме войска Великого княжества Литовского в Ведрошской битве. Один из членов Боярской думы.

## Биография
Сын боярина Василия Юрьевича Патрикеева. Его прадед Патрикей был выходцем из Литвы, поселившимся в Московском Кремле в Москве и взявшим в жёны дочь великого князя Дмитрия Донского —  Анну. Родной брат Даниила Васильевича — Иван Васильевич Булгак, от которого произошли Булгаковы, Мощокины, Куракины, Голицыны. Большую роль в политике Ивана III играл дядя Щени Иван Юрьевич Патрикеев и его сын Василий Иванович.
В 1477 году участвовал в великокняжеском новгородском походе и в этом же году пожалован в бояре. В 1488 году участник тайных переговоров с германским императорским послом Николаем Поппелем.
В 1489 году во главе войска, насчитывавшего 64 тысячи человек, совершил поход в Вятскую землю, где осадил и взял Хлынов (современный Киров). В результате этого события к Русскому государству была присоединена Вятская республика, которая ранее периодически тянула к Казанскому ханству и совершала набеги на великокняжеские земли.
Принимал активное участие в «пограничной» войне против Литвы 1487—1494 годов и столкновениях, ей предшествовавших. В 1490 и 1492 первый воевода Большого полка в походах на Литву. В 1493 году со своим родственником Василием Ивановичем Патрикеевым, также известным под именем Вассиан Косой, захватили Вязьму, Дорогобуж и Мценск и передали её во владение Москвы. В этом же году послан первым в Тверь с царевичем князем, будущим царём Василием III Ивановичем.
Во время Русско-шведской войны 1495—1497 годов был главным воеводой великокняжеской армии, которая в 1495 году ходила в Лифляндию, осадила Выборг. Во время штурма погибло много русских и шведов, но Выборг устоял. Поскольку начиналась зима и у армии кончались припасы, то на повторный штурм князь Даниил Васильевич идти не рискнул. Однако его армия, минуя Выборг, беспрепятственно опустошила всю южную Финляндию.
В марте 1499 года пришла весть от Абдул-Латифа, что Мамуков брат Агалак вместе с Ураком (по слухам, до 80 тыс. человек) идут на Казань. В помощь казанскому царю Иваном III была выдвинута рать под командованием четырёх воевод — князей Ф. И. Бельского, Семёна Романовича Ярославского, Юрия Захарьича и Даниила Васильевича Щени. Однако Агалак, узнав о выдвижении русских, от нападения на Казань отказался. В этом же году послан из Твери на Литву и при реке Полмене в Тишинове разбил литовцев.
С началом войны с Литвой в 1500 году князь Даниил Васильевич с тверскими войсками присоединился к воеводе Юрию Захарьичу, который действовал в направлении Смоленска. Войска великого гетмана Литвы Константина Острожского двинулись на русское войско, надеясь легко разбить относительно небольшое войско, но к этому моменту уже подошла рать Щени. Тем не менее Острожский решил атаковать русское войско. 14 июля 1500 года Щеня разгромил в битве на Ведроши великого гетмана Литвы Константина Острожского, пана Остиковича, маршала Литовара, взял их в плен вместе с большинством литовских воевод, отослал в Москву. Продолжив поход взял Торопец, Путивль и другие города.
В 1501 году послан первым в Тверь, вновь с царевичем Василием Ивановичем, откуда ходил первым воеводою Большого полка на Литву и при реке Тросне разбил их. С войском выслан на помощь Пскову, которому угрожало очередное вторжение Ливонского ордена. В августе магистр Ливонского ордена Вальтер Платтенберг у Изборска атаковал и с потерями отбросил передовой отряд русского войска, в котором находился и Д. Щеня. Однако неудача только увеличила его энергию, подготовившего глубокое вторжение в орденские земли и в октябре того же года нанёсшего решающее поражение войску дерптского архиепископа в битве под Гельмедом. Продолжая поход, войска разорило многие территории, подвластные Ордену, что заставило последний отказаться от агрессивной политики на русских рубежах. В сражении у озера Смолина год спустя обе стороны заявили о своей победе.
В 1502 году участвовал в неудачной осаде Смоленска. В этом же году назван новгородским наместником, и послан первым воеводою Большого полка против лифляндцев, которых в ноябре разбил, а страну от Колывана до Ивангорода опустошил. Зимой 1502-1503 года участвовал в русско-литовских переговорах, завершившихся подписанием Благовещенского перемирия на 6 лет. В 1502—1505 годах насместник в Новгороде.
В 1505 году, после кончины Ивана III, при новом великом князе Василии III высокое положение при великокняжеском дворе осталось неизменным. Он был наместником в Юрьеве-Польском и в Новгороде. В 1506 году участвовал в срочной организации отпора набега казанских татар на Русь после неудачного русского похода на Казань. Летом 1507 года, будучи вновь наместником в Новгороде, приложил огромные усилия для прекращения эпидемии чумы и ликвидации последствий грандиозного пожара. В 1507 году возобновилась война с Литвой. Из Новгорода ходил походом в помощь Стародубским князьям, потом из Великих Лук на Литву.
В 1508 году Даниил Щеня и Василий Шемячич безуспешно осаждали Оршу. В том же году отбил у Литвы несколько захваченных русских городов. В 1509 году приводил к присяге торопчан на верность Государю. В январе 1510 года был первым в царском походе из Новгорода в Псков, по указанию великого князя Даниил Щеня стал великокняжеским наместником московским. В 1511 году воевода войск на Оке от крымского вторжения. Весною 1512 года упомянут первым воеводою на Угре против пришедших на белёвские, одоевские, воротынские и алексенские места крымских татар, которые узнав о его приходе удалились из пределов государства, в мае и июне на реке Оке войско под его командованием отбило два крымскотатарских набега на Москву. Зимой 1512—1513 годов участвовал в неудачном походе на Смоленск и в его шестимесячной осаде. В 1514 году первый воевода Большого полка, увенчал свою военную карьеру взятием Смоленска после массированной бомбардировки города (у Смоленска было собрано более 300 русских орудий, невиданная мощь по тем временам). В 1515 году командовал войском в Дорогобуже и послан первым воеводою Большого полка на литовцев.
Умер после 1515 года.

## Семья
Женат на дочери князя Ивана Васильевича Горбатого-Шуйского.
Дети:
- Щенятев Михаил Данилович (ум. 1534) — боярин и воевода во время правления Василия III[3].

## Память
Символическое скульптурное изображение (прижизненных портретов не имеется) Д. Щени изображено на Памятнике «1000-летие России» в Великом Новгороде, среди наиболее выдающихся деятелей эпохи Ивана III.